# Micrathena brevispina
Micrathena brevispina är en spindelart som först beskrevs av Eugen von Keyserling 1864.  Micrathena brevispina ingår i släktet Micrathena och familjen hjulspindlar. Inga underarter finns listade i Catalogue of Life.